# 冬青叶兔唇花
冬青叶兔唇花（学名：Lagochilus ilicifolius）为唇形科兔唇花属下的一个种。多年生草本，高约20cm。生于海拔830-2000米沙地及缓坡半荒漠灌丛中，分布于甘肃、内蒙古、宁夏、陕西，及蒙古、俄罗斯。

## 扩展阅读
維基物種上的相關：冬青叶兔唇花